# Zemliànie Khútora
Zemliànie Khútora (en rus: Земляные Хутора) és un poble de l'óblast de Saràtov, a Rússia, segons el cens del 2010 tenia 541 habitants. Pertany al districte municipal d'Atkarsk.